# Кура-Транспортный
Кура-Транспортный — посёлок в муниципальном образовании «город Горячий Ключ» в Краснодарском крае . Входит в состав Кутаисского сельского округа.

## География
Посёлок расположен в юго-восточной части городского округа Горячий Ключ, на правом берегу реки Цице. Находится в 33 км к юго-востоку от города Горячий Ключ и в 80 км от города Краснодар.
Граничит с землями населённых пунктов: Весёлый на западе, а также Домики и Широкая Балка на востоке.

## Население
| 2002 | 2010 |
| ---- | ---- |
| 38   | ↗42  |

## Улицы
- Северная
- Восточная
- Южная
- Шоссейная